# Kristianstad
Kristianstad és una ciutat i un municipi d'Escània i l'anterior capital de la província de Kristianstad a Suècia.
Té una població de 76.540 habitants (tot el municipi) i 33.083 habitants (només la ciutat) repartits en una àrea total de 1.252 km².